# Алекс Фернс
Алекс Фернс (народився 13 жовтня 1968) — шотландський актор і телеведучий, найбільш відомий за його роль Тревора Моргана в EastEnders , коли він грав там в період між 2000 і 2002 роками .

## Особисте життя
Народився в Ленкекстауні, Шотландія. Він жив у Південній Африці 17 років і вивчав драму в Університеті Кейптауна до повернення до Сполученого Королівства в 1991 році.
Фернс був одружений з актрисою, яка народилася в Південній Африці, з 1996 року. Нині вони живуть у Лондоні зі своїми двома синами, Камероном і Маккензі.
Він виграв фінал Kitchen Burnout у травні 2010 року.

## Кар'єра
У 2005 році Фернс зіграв лейтенанта Гордона у високо оціненому тримовному фільмі Joyeux Noël, який був номінований на кращий іноземний фільм премій « Оскар», « Золотий глобус» і BAFTA .
Він зіграв роль Глухова в міні-серіалі Чорнобиль в 2019 .

## Фільмографія

### Фільми
- 2024 Ґодзілла проти Конга 2
- 2022 Бетмен — комісар Піт Савідж
- 2021 Гнів людський — Джон
- 2017 Відступник — Джо
- 2016 Легенда про Тарзана — офіцер
- 2016 Hot Property — J.P De Cock
- 2015 Легенда — Маклін
- 2009 Справа Фаруелла — шотландський агент
- 2006 Low Winter Sun — Liam Carnegie
- 2006 Shadow Man — Шмітт
- 2005 Щасливого Різдва — Лейтенант Гордон
- 2003 Man Dancin' — Джиммі Керріган
- 2000 Britannic — Стокер Еванс
- 1997 Black Velvet Band — майор Уотсон
- 1996 Примара і Темрява — Стоктон

### Серіали
- 2022 Година диявола — детектив Нік Холнесс
- 2019 Чорнобиль — Глухов
- 2016 Wolfblood — Alistair — 6 епізодів.
- 2014 The Passing Bells — David — 3 епізоди.
- 2014 The Widower — DCI Neil Thompson — 2 епізоди.
- 2006 Dream Team 80's — Al Mackay — 3 епізоди.
- 2004 Making Waves — Martin Brooke — 2 епізоди.
- 2000—2002 Мешканці Іст-Енду — Тревор — 112 епізодів.
- 2001—2002 De 9 Dagen van de Gier — Brian — 7 епізодів.
- 1996 Rhodes — John Grimmer — 4 епізоди.